# Вотивные предметы

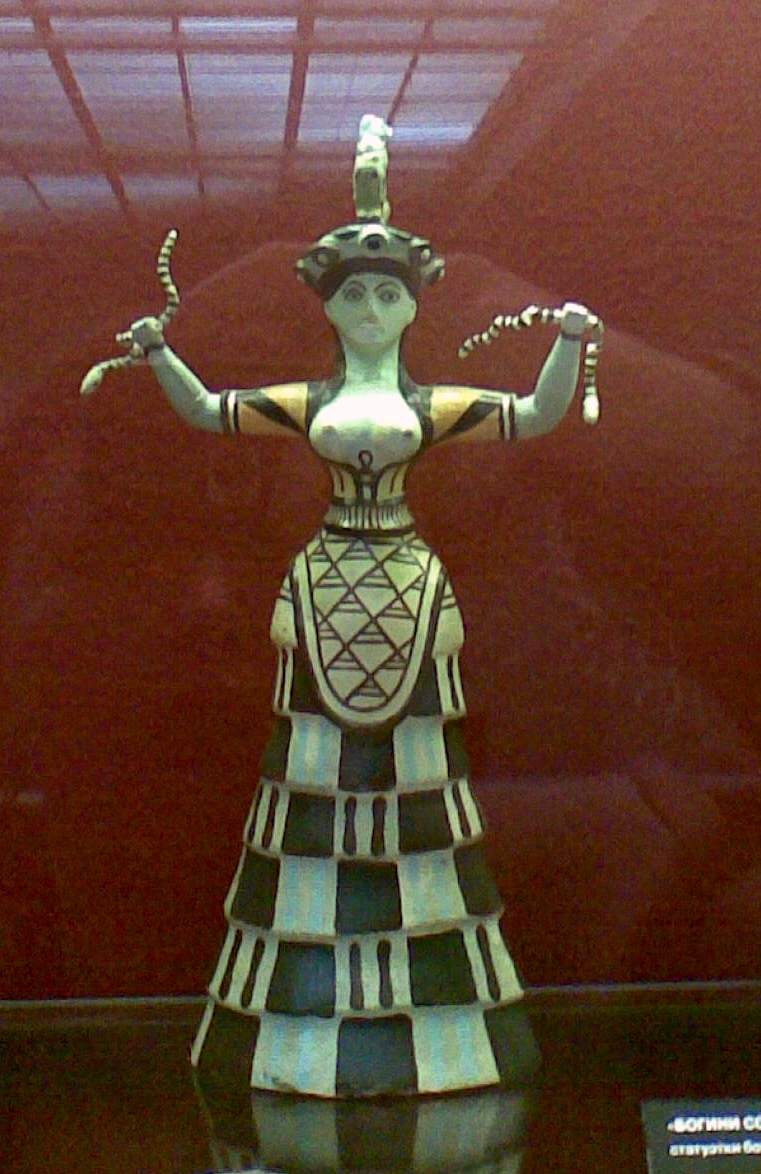
Богиня со змеями, вотивная статуэтка, Крит, 1600 г. до н. э.

Вотивные предметы, вотивные дары, вотивные приношения (от лат. votivus «посвящённый богам» ← votum «обет, желание») — различные вещи, приносимые в дар божеству по обету ради исцеления или исполнения какого-либо желания. Обычай приношения вотивных предметов — смягчённая форма жертвоприношения.
Традиция известна начиная со времен пещерного человека до наших дней.
При археологических раскопках вотивные предметы часто находят в керамических или каменных сосудах, и в жаргоне археологов такие вотивные приношения получили название «бабушкин сервиз».

## История

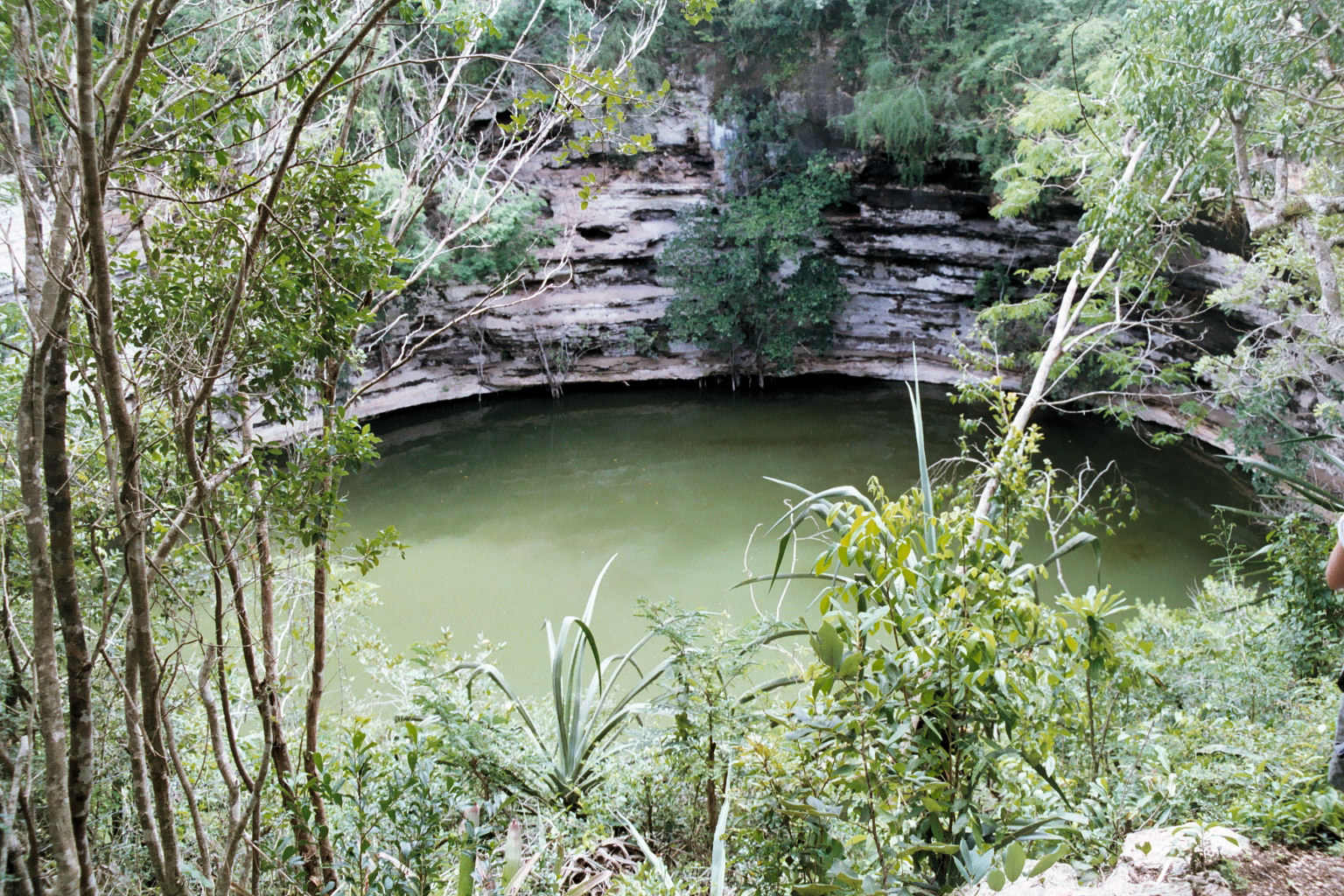
Священный колодец в Чичен-Ице

В археологии принято отличать закопанные вотивные предметы от клада: хотя они могли содержать одинаковые вещи, клады предназначались для откапывания хозяевами в будущем, а дары богам — нет.
Археологические предметы, в которых можно видеть прототипы вотивных предметов, известны с эпохи неолита. На территории России особенно много артефактов обнаружено при раскопках древнего жертвенного места — Гляденовского костища (IV в. до н. э. — X в. н. э.). При раскопках в Вергине было обнаружено множество сосудов, монет, гирек для ткацких станков, которые являлись традиционными пожертвованиями в святилище Матери богов, датируемое IV веком до н. э..

### Жертвоприношения водной стихии

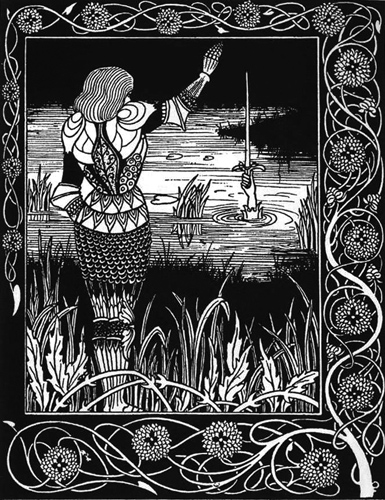
Иллюстрация к Артуровскому циклу. Современные исследователи предполагают, что история с подарком меча Экскалибура королю Артуру Владычицей Озера является реверсивным отражением подобного типа жертвоприношений, симметрично дополняющим в том же эпосе традиционный вариант, когда после смерти Артура меч был брошен обратно в озеро

В Европе находят мечи и копья, которые, будучи предметами высокой стоимости, закапывались в землю, а чаще бросались в воду или в болота. В большинстве случаев эти предметы были сломаны, что делало их непригодными для будущего использования, поэтому предполагают, что делалось это с ритуальными целями. К таким жертвоприношениям относится и современный обычай бросать монетки в фонтаны. Исследователи кельтской мифологии пишут о том, что вода, родники, колодцы и ритуальные шахты были для этих племён связаны с загробным (потусторонним) миром, видимо, являясь точкой перехода. Среди крупных находок — клад в котле у Гигантских родников под Дачевом в Чехословакии из двух тысяч предметов, главным образом брошей и браслетов, находки в Ла-Тене на озере Невшатель, у Ллин Керриг Бах на Англси, котлы с предметами в озёрах на юге Шотландии и в Гундеструпе.
У классических авторов мы находим свидетельства о галльских сокровищах, открытых напоказ, но нетронутых в туземных святилищах. Одно из них, Тулузский клад, был разграблен консулом Цепионом в 106 году до н. э., по описанию Посидония, сокровище это находилось в священных приделах и прудах, причём вес его исчислялся приблизительно в 100 000 фунтов золота и 10 000 фунтов серебра. Григорий Турский в VI веке н. э. описывает галло-римский фестиваль на берегу озера в Севеннах, во время которого в воду бросали жертвенных животных и вотивные приношения. Такие ежегодные праздники продолжались там вплоть до 1868 года.
В Мезоамерике подобные артефакты были обнаружены в ольмекском поселении Эль Манати (1600—1200 г. до н. э.) и священном колодце майя в Чичен-Ице (850—1550 г. н. э.), на дне которого было обнаружено множество сломанных золотых предметов, которые бросались в качестве жертвы во время проведения церемоний (вместе с человеческими жертвоприношениями).

### Исцелительные вотивы

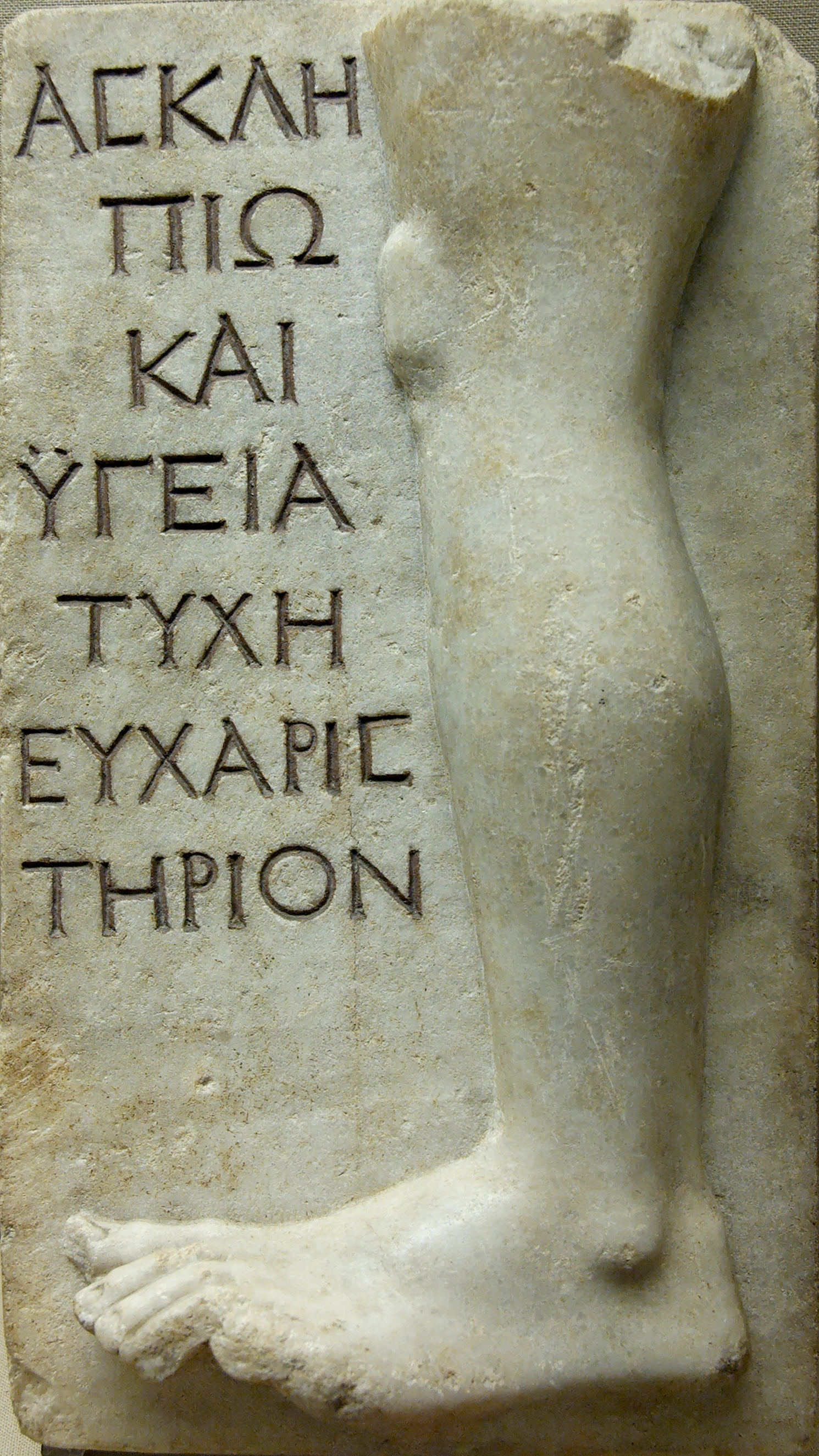
Пинака, дар Асклепию с просьбой излечить ногу. I—II вв. н. э., Лувр

Исцелительные вотивы — дары с изображением больного органа, которые приносили больные с просьбой об исцелении или в благодарность за него. Внешний вид определялся принципом подобия магического сознания.
Много подобных материальных свидетельств дошло со времен античности. Большая коллекция исцелительных вотивов, выполненных из глины, демонстрируется в музее святилища Асклепия в Эпидавре. Интересны исцелительные вотивы иберов, найденные у горячих источников.

### Вотивные предметы в христианстве
В католицизме они называются ex-voto, вотивный дар или обетный дар. Их приносят в дар храму либо по данному обету, либо в благодарность. В наши дни, как правило, это специальные таблички со словами молитвы и благодарности, свечи, цветы, произведения искусства (статуи и их одеяния).
Примеры известных пожертвований: статуя супруги Генриха III, сделанная из золота и подаренная Вестминстеру; восковой сокол, установленный Эдуардом I на гробницу св. Вульстана; рубин с бриллиантом, украшающие гробницу Томаса Беккета; многочисленные костыли, оставленные в Лурдском гроте В католических церквях небольшими металлическими предметами («вотами») оказываются завешенными целые стены.
Обычай подвешивать дары на иконы встречается и в православии. В частности, традиция подвешивания жертвенных вотивов на чудотворные иконы была воспринята у язычества. Многие чтимые чудотворные иконы имеют вотивные привески (иногда цепочки и нательные кресты, иногда — изображения из драгоценных металлов исцеленных органов). В экспозиции Музея медицины (г. Киев) можно увидеть вотивы времен Киевской Руси. В России подвешивать их в православных храмах запретили при Петре Первом как отзвуки язычества, но кое-где традиция сохранялась. По этой причине, сперва был издан Указ Святейшего Синода от 19 января 1722 года «Об отобрании в церковную казну привесок и об употреблении оных на церковныя потребности», предписывающий: «От ныне впредь во всех Российскаго Государства церквах привесов к образам, то есть золотых и серебреных монет и копеек и всякой казны и прочаго приносимаго не привешивать», а затем Указ Петра I от 20 апреля 1722 года «О приносе в Синод иконных привесок и о разобрании их», установивший: «В указе о привесах иконных глухо молвлено, что все на потребности нужныя церковныя употреблять».
В настоящее время вотивы можно увидеть на многих чудотворных иконах — «Неупиваемой Чаше» во Владычнем монастыре, «Иверской» в новосибирском храме Александра Невского. В русской традиции также существовал заказ вотивных (обетных) икон в благодарность за исполнение молитвенного прошения (чаще всего об исцелении). В качестве вотивов верующие по обету ставили лампады перед чтимыми иконами или раками с мощами святых, а также подносили вышитые лично или по заказу покровы или украшения на оклады икон. Так в 1768 году императрица Екатерина II украсила оклад Казанской иконы Богородицы в Казанском Богородицком монастыре своей бриллиантовой короной.
Часто для подношения вотивов люди отправлялись в паломничество. Например, игумен Даниил предпринял путешествие в Иерусалим, чтобы помолиться у Гроба Господня и сделать приношение. Так в «Житии и хожении Даниила, игумена Русской земли» сказано об этом:
...пошел к князю Балдуину и поклонился ему до земли. Он же, увидев меня, худого, подозвал к себе с любовию и спросил: “Что хочешь, игумен русский?”. Он хорошо знал меня и очень любил, был он человеком добродетельным, очень скромным, и ничуть не гордился. Я же сказал ему: “Князь мои, господин мой, прошу тебя ради Бога и князей русских, разреши, чтобы я поставил своё кандило (лампаду) на святом гробе от всей русской земли...
К своеобразной форме вотивных подношений можно отнести ранее существовавший обычай жертвовать отрез дорогой парчи с гроба покойника на пошив иерейских и диаконских облачений. Затем родственники просили священника в память об усопшем на Пасху служить в этом облачении, но так как жертвователей было много, то возник обычай на Пасху менять облачения по ходу службы.

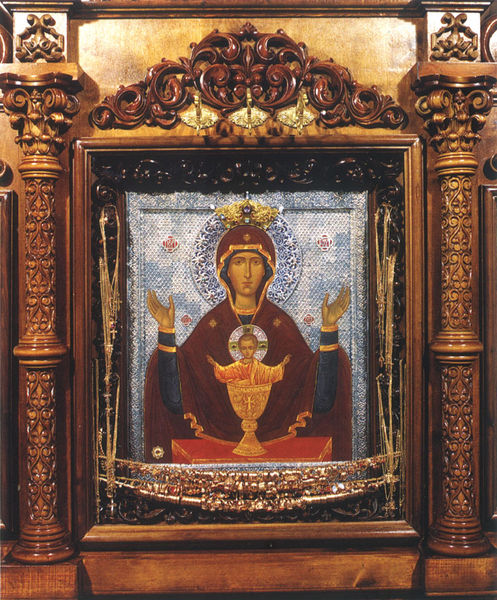
Приношения верующих к иконе Божией Матери «Неупиваемая чаша» (Россия)
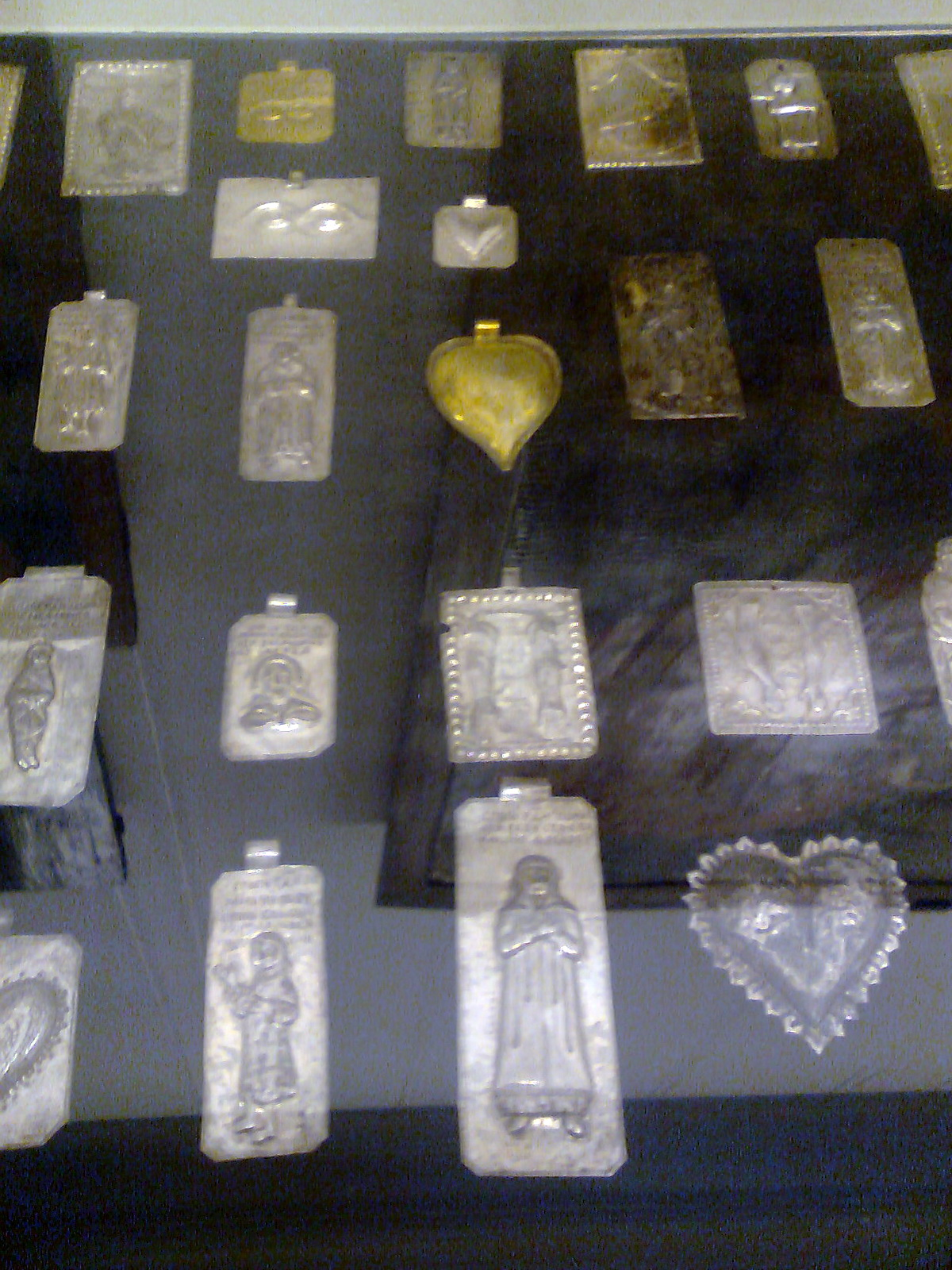
Россия, XVIII-XIX век
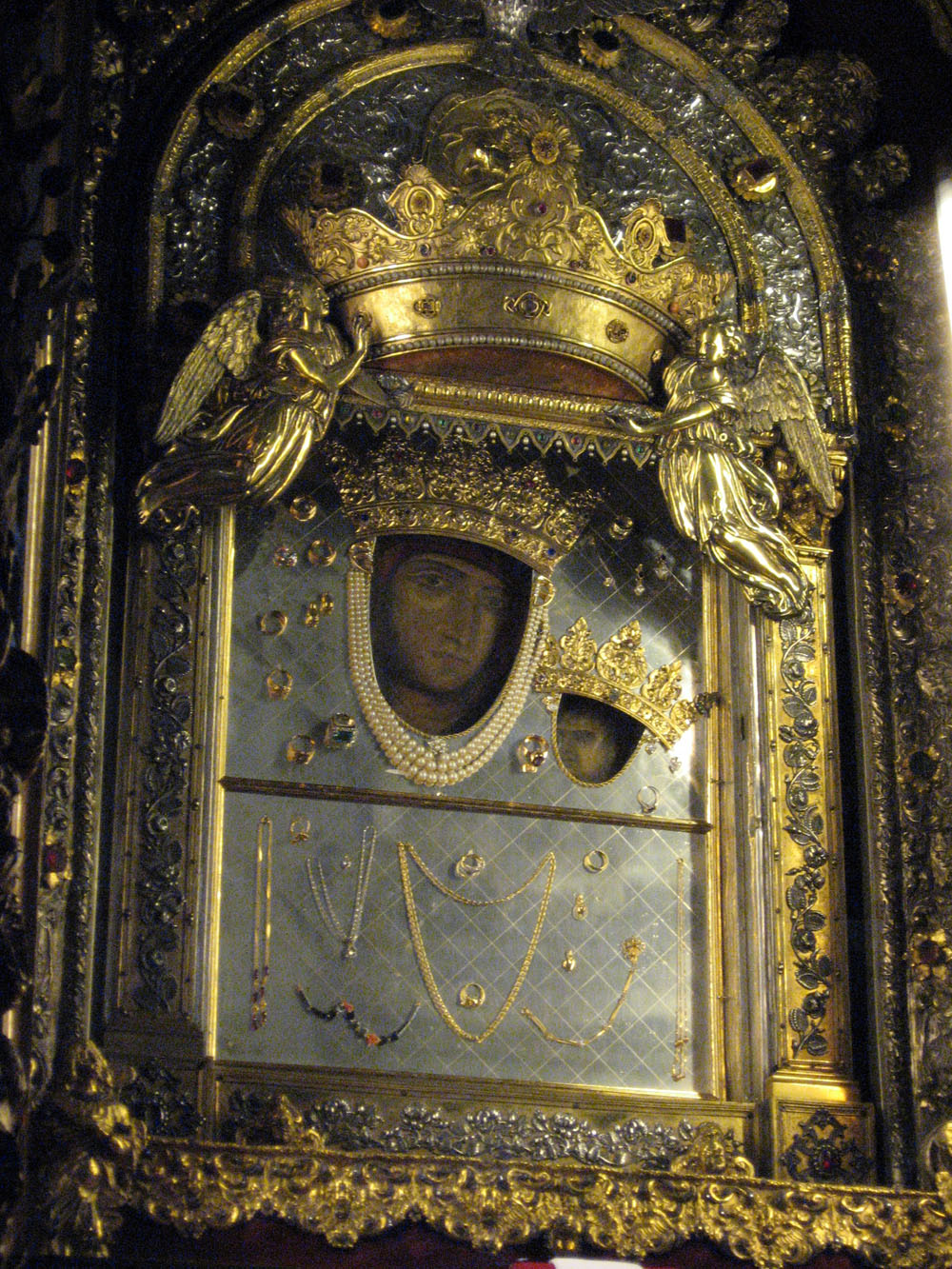
Приношения в католической церкви (Италия)
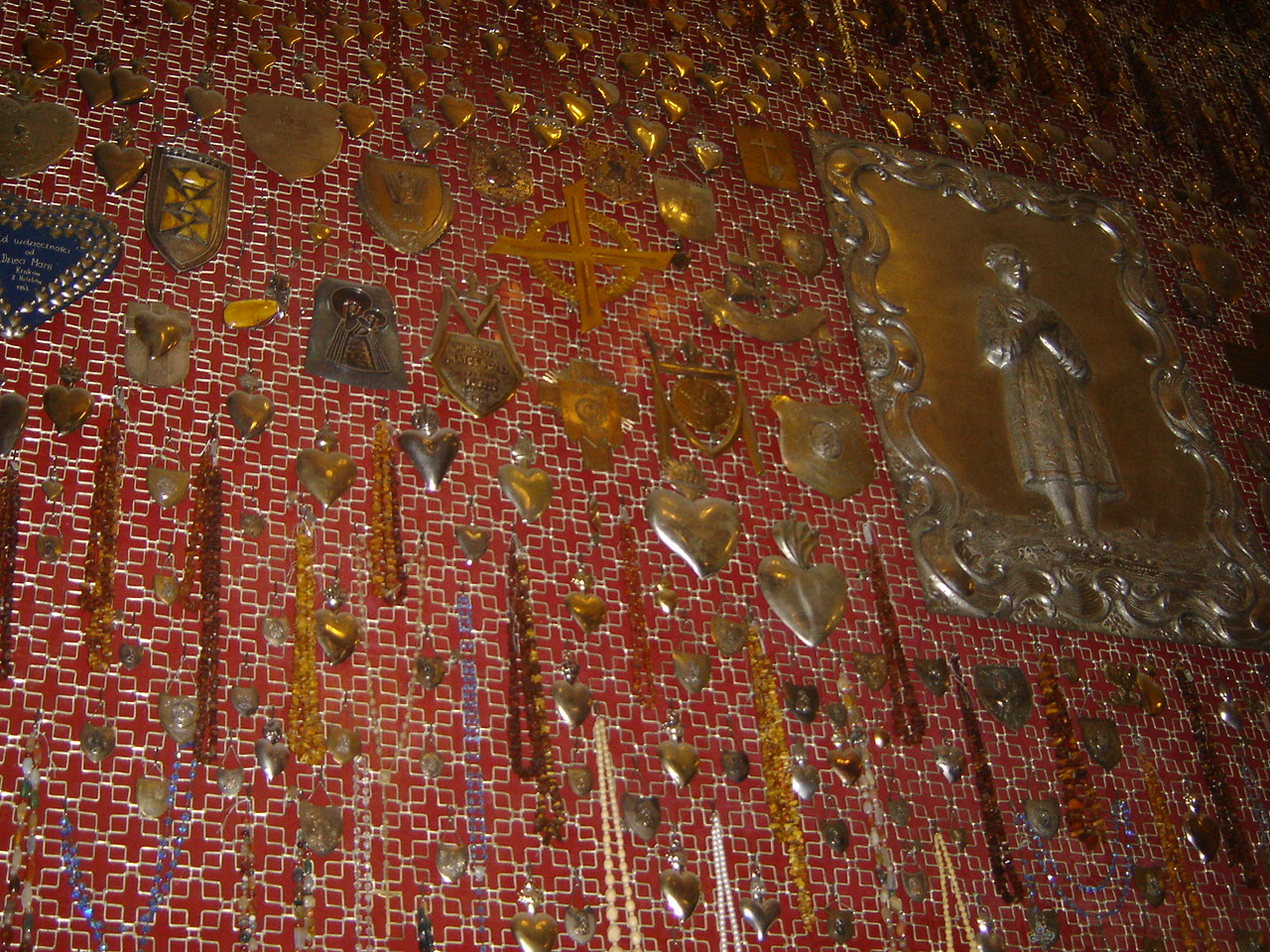
Приношения верующих в Ченстоховском монастыре (Польша)

### Вотивные предметы в буддизме
Вотивные предметы имеют важное значение и у буддистов (ступы, статуи, иконы-танка, хоругви и тексты сутр). Для изготовления буддистских вотивных предметов и красок для их окрашивания традиционно использовали семь драгоценных материалов — золото, серебро, изумруд, горный хрусталь, лазурит, перламутр и коралл.
Особое значение как вотивным предметам придаётся в буддизме статуям, а также ступам. Ступы в буддизме могут выполнять различные функции — быть вотивом, реликварием, мемориалом, объектом почитания и традиционным символом буддизма. Примерами вотивных ступ могут служить ступы, найденные на территории бывшей Бактрии (территория современной Средней Азии) — вотивная ступа в Хишт-тепа и вотивная ступа Аджина-тепа (объединение ступы крестовидного типа и ступы с лестницей).
В период раннего Средневековья в Тохаристане как вотивные предметы использовались и миниатюрные модели монолитных ступ. В Хишт-тепа было найдено порядка 60 миниатюрных ступ. Модели ступ изготовляли из необожжёной глины, основание таких ступ не превышало 6,5-8,5 см. Во многие миниатюрные ступы были вмазаны круглые плоские таблички, похожие на таблетки, на этих табличках письмом брахми были записаны тексты, сопровождавшие приношения. Такие миниатюрные ступы были популярными вотивными предметами для буддистов и использовались наряду с другими традиционными подношениями — чирогами, фруктами и букетами цветов.

## Типы вотивных предметов

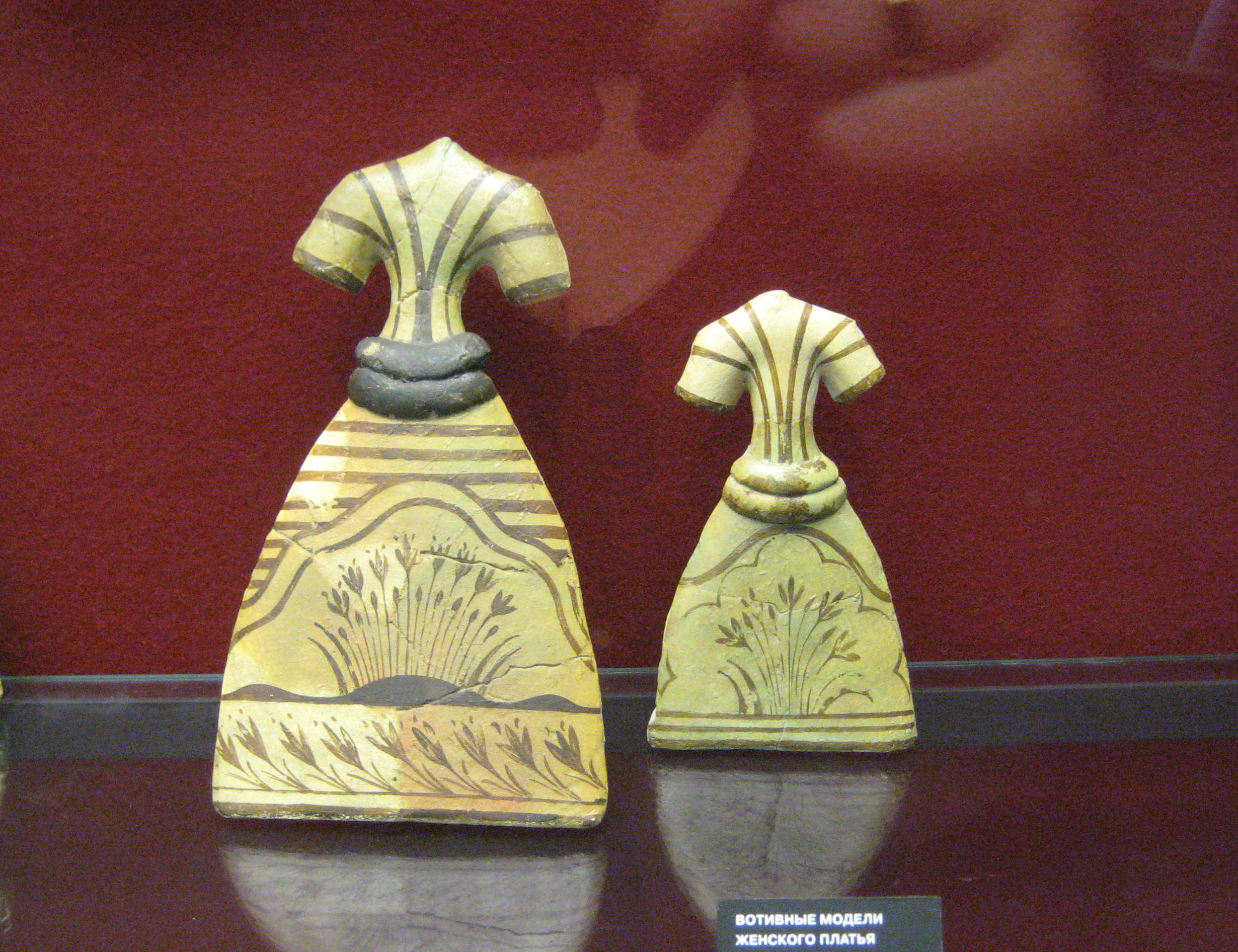
Вотивные изображения одежды из глины. Крит

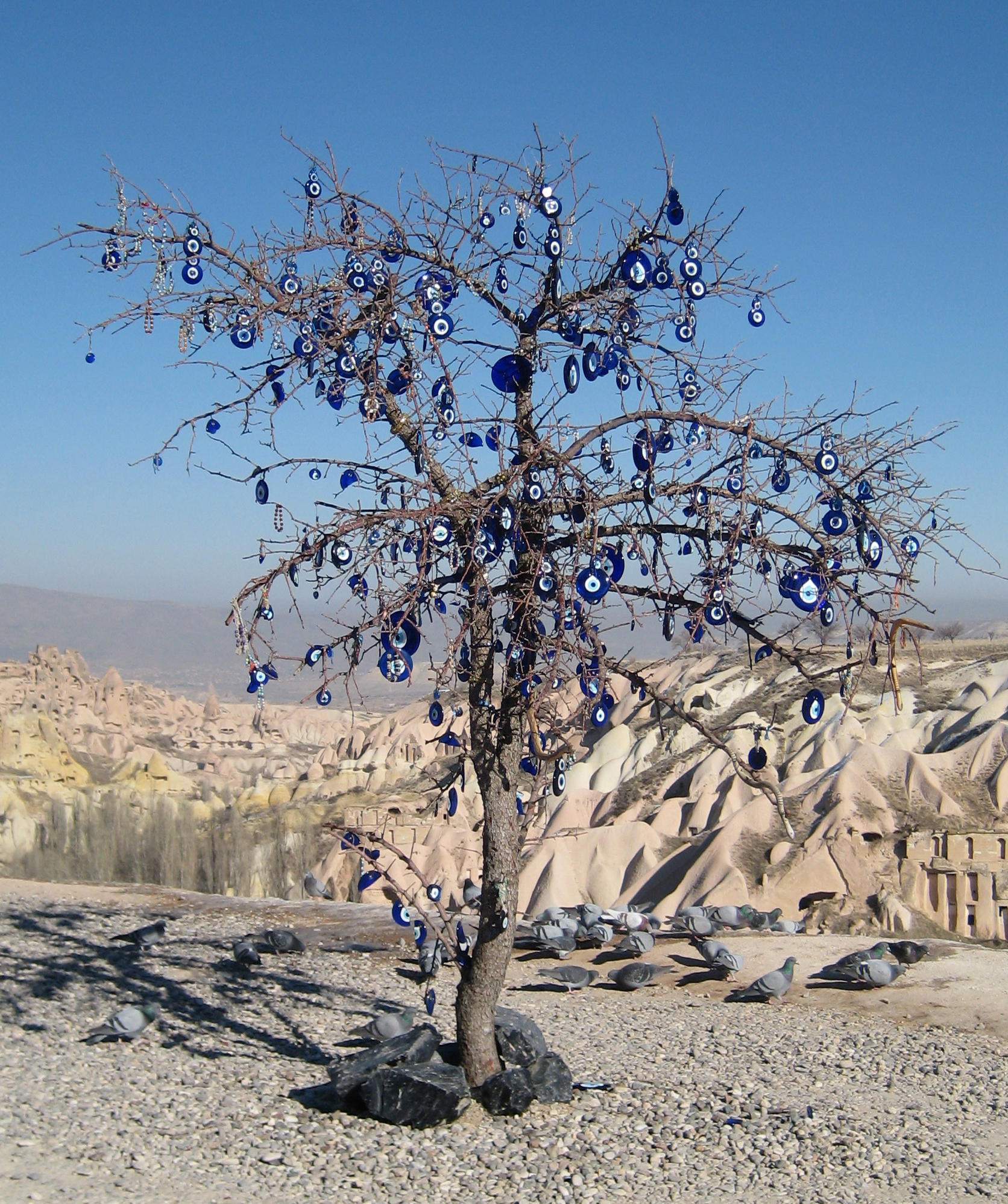
Повешенные туристами на дерево в Каппадокии амулеты от дурного глаза

### Уменьшенные копии реальных вещей
Помимо человеческих конечностей, встречались изображения зверей, птиц или иных предметов, обещанных в жертву (или получение которых было желательно). В европейских странах начиная со средневековья в церквях можно встретить подвешенные модели кораблей, внесённые с молитвой о благополучном возвращении или из благодарности за оное. В афинском музее можно увидеть античное изображение корабля с аналогичным пожеланием. В подземельях Сейит Неджепи (Туркменистан) стены увешаны имитациями колыбелек и луков — символическими просьбами к высшим силам о ниспослании потомства, как видно по оружию — мужского. Стоит упомянуть об археологических находках вотивных театральных масок античности.

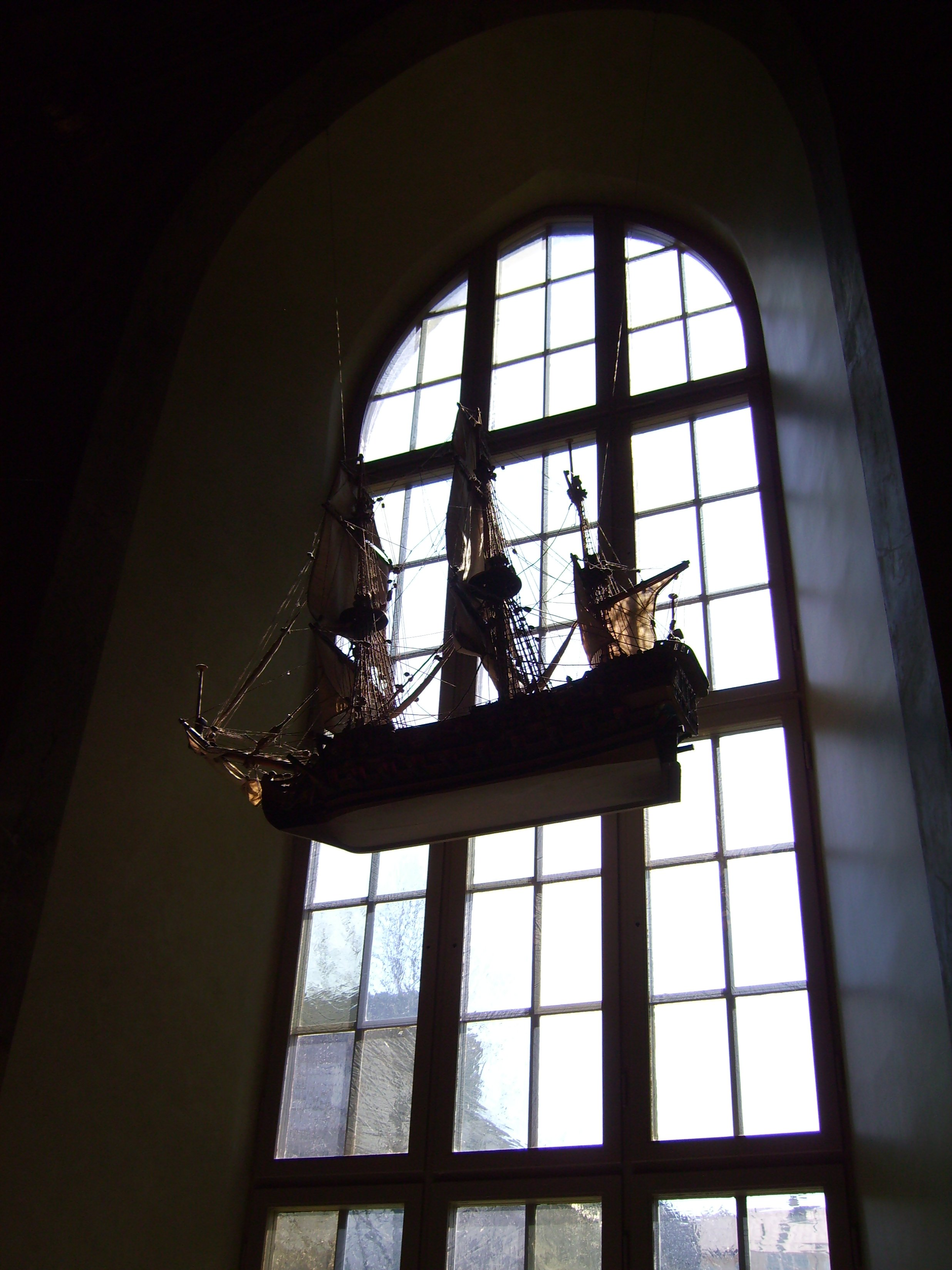
Интерьер шведской кирхи

Вотивные предметы, копирующие реальные бытовые вещи, только в уменьшенном масштабе (например, «игрушечные» кинжалы и мечи), иногда клались в могилы, чтобы сопровождать умерших.

### Обиходные вещи
Вотивными предметами могут быть ленточки и полотнища материи, нитки, пряди волос, предметы одежды и обихода, небольшие камни, рога животных разных видов, деньги, записки, сосуды и прочие используемые в быту вещи.
Упоминания об обычаях посвящать пряди волос инициируемых юношей Аполлону и другим богам, часто встречаются в античных источниках.
Помимо самого популярного бросания монеток в воду, до сих пор встречается множество подобных суеверий, не связанных с христианской религией. К примеру, на Лысой горе в Сукко растёт дерево, на которое обязательно надо повязать ленту, чтобы желание исполнилось. На ветви дуба в Массандре вешались вотивные колокольчики. Известны иранские чинары, за лентами на ветвях которых в древности следили особые смотрители.
Записки широко используются, как вотивные предметы, например, при посещении Стены Плача.

### Статуэтки
Статуэтки — были изображениями богов или реальных людей и клались в могилу. Наиболее знаменитыми являются египетские ушебти, которые должны были служить умершим в загробном мире. Другая характерная группа — статуэтки богинь, например, критские богини со змеями, античные богини-матери, древнегреческие терракотовые фигурки, на производстве которых специализировалась Танагра в Беотии.

### Пинака
Пинака (греч. πίναξ, доска) — вотивная доска, рельеф, картина в Древней Греции. Изготавливалась из мрамора, бронзы, терракоты, дерева. Могла служить как надгробием, так и вотивным вкладом. Египтяне устанавливали вотивные стелы.

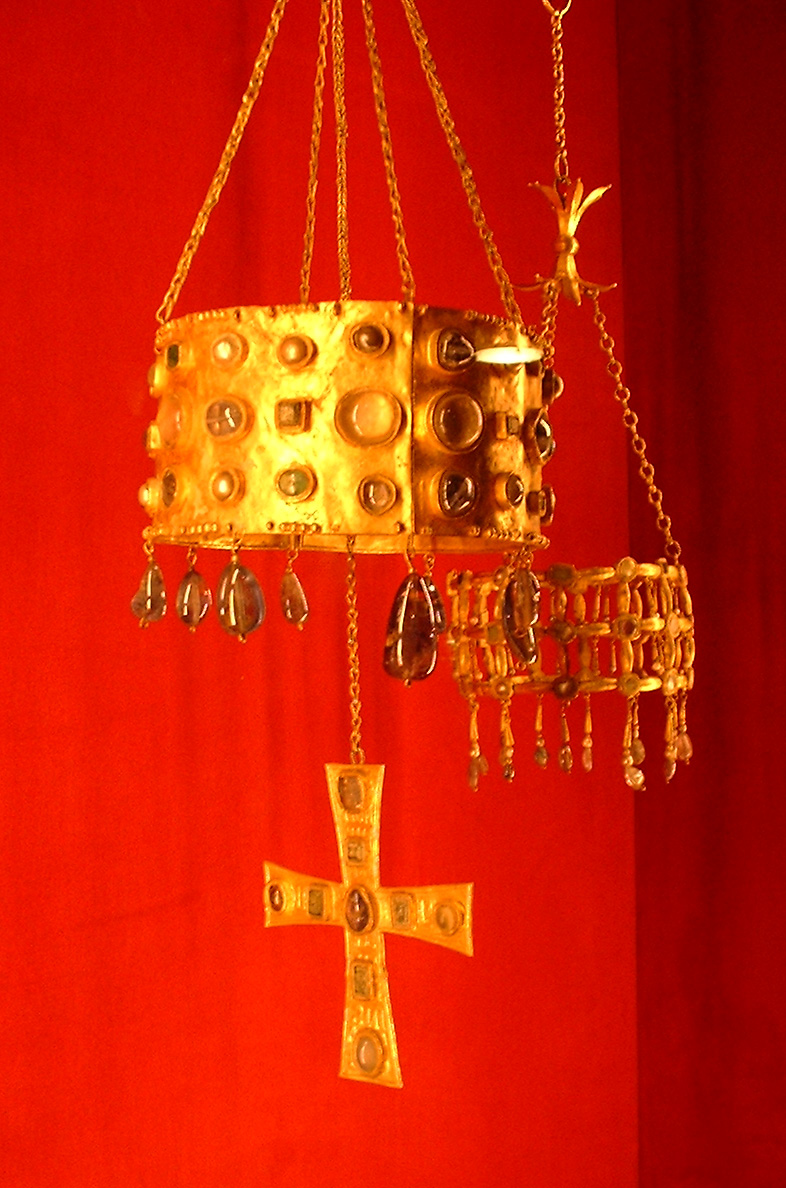
Вотивная корона вестготского короля Реккесвинта из гваррасарского клада, VII в.

### Вотивная колонна
Вотивная колонна — это отдельно стоящая колонна (как правило, на священном участке у античного храма) с изображением вотивных предметов. Устанавливались с целью исцеления, удовлетворения просьбы или во исполнение обета.
Сходную функцию в Древней Греции и Риме выполнял трофей — ствол дерева или столб, на который с посвятительной надписью Зевсу или Марсу после победы вешались доспехи врагов. Первоначально имело значение их размещение именно на дубе — священном растении Зевса.

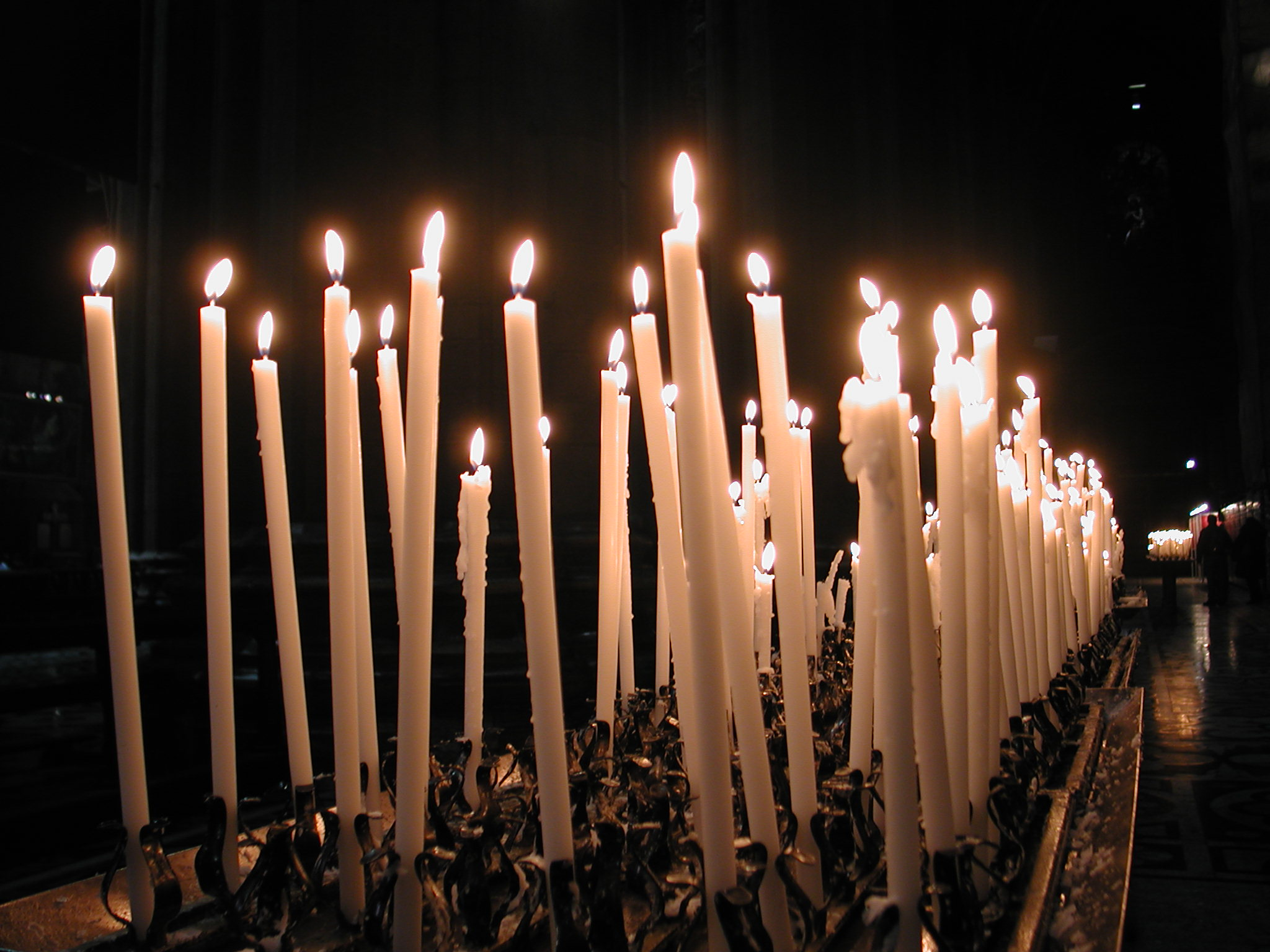
Освящённые свечи в Миланском Соборе

### Жертвенная табличка
Жертвенная табличка (лат. defixio, греч. κατάδεσμος) — предмет, широко распространённый в греко-романском мире, небольшая пластина из свинца или олова, на котором писалось проклятье в чей-нибудь адрес. Затем такая табличка скатывалась и бросалась в колодец или источник. Сотни подобных артефактов были найдены, в частности, в римских банях (лат. Aquae Sulis) в Англии.

### Свеча
Свеча — один из самых древних символов жертвы божеству. В христианстве приобретаемая свеча выступает знаком добровольной жертвы человека Богу. Практика продажи свечей стала заменой древней традиции принесения верующими в храм веществ, необходимых для богослужения: вина, хлеба, воска и масла.

### Вотивная корона
Вотивная корона — была изобретением византийцев, перенятым вестготами и лангобардами. Представляла собой корону-обруч, которая подвешивалась с потолка церкви над алтарём или в арках.

### Портреты
В средневековой и ренессансной Италии существовали помещаемые в церкви многочисленные портретные восковые фигуры ex voto — помещенные по обету, реалистически одетые и раскрашенные, в рост человека, а порой и конные. Страсть к различным вотивным подношениям высмеивалась в новеллах Саккетти.
Особенно подобными фигурами из воска (immagini di cera), которые называли и просто voti, славилась флорентийская церковь монахов-сервитов Сантиссима-Аннунциата. Их было так много, что в 1401 году Синьория разрешила такие подношения только гражданам-членам старейших цехов. В 1447 году важнейшие восковые фигуры были прибраны и расставлены в порядке в трансепте по обе стороны хора. Их располагали на специальных подмостках palchi, и они закрывали собой вид на семейные капеллы, что вызывало жалобы их владельцев, и поэтому конные фигуры пришлось перенести на другую сторону храма. Особо почетные места занимали отдельные фигуры, другие подвешивались к своду нового храма-ротонды. Там были не только мужские, но и женские портреты. Кроме флорентийцев отметились и гости города, например, король Дании Христиан I. В 1530 году в этой церкви находилось 600 фигур в натуральную величину.